# 에셴

에셴의 위치

에셴(독일어: Eschen)은 리히텐슈타인 북쪽에 위치한 지방 자치체로, 인구는 4,150명(2008년 기준), 면적은 10.3km2, 높이는 453m이며 리히텐슈타인에서 4번째로 큰 도시이다.

시기
시 문장